# Сунь Ели
Сунь Ели (кит. 孙业礼, род. 9 декабря 1964, Аньцю, Шаньдун) — китайский государственный и политический деятель, заведующий Пресс-канцелярией Госсовета КНР (заведующий Канцелярией внешней пропаганды ЦК КПК) с 17 января 2023 года и заместитель заведующего Отделом пропаганды ЦК КПК по совместительству с января 2021 года.
Ответственный секретарь 20-го съезда Компартии Китая.

## Биография
Родился в декабре 1964 года в Аньцю, провинция Шаньдун.
Учился в Пекинском университете, диплом бакалавра (1985), магистра (1988) по истории.
С июля 1988 года занимал ряд должностей в Кабинете ЦК КПК по изучению партийной литературы, в том числе посты заместителя ответсекретаря, заведующего Пятым редакционным отделом и заместителя заведующего Кабинетом.
С марта 2018 по январь 2021 года — заместитель директора Научно-исследовательского института истории и литературы ЦК КПК.
В январе 2021 года — заместитель заведующего Отделом пропаганды ЦК КПК.
В 2022 году — ответственный секретарь 20-го съезда Коммунистической партии Китая.
17 января 2023 года назначен заведующим Пресс-канцелярией Госсовета КНР (она же — Канцелярия внешней пропаганды ЦК КПК) с сохранением должности замзаведующего Отделом пропаганды ЦК КПК по совместительству.

## Награды
- Памятный знак Туркменистана «Magtymguly Pyragynyň 300 ýyllygyna» (11 октября 2024 года, Туркменистан) — за особые заслуги в изучении и популяризации в мире творческого наследия великого мыслителя и поэта Махтумкули Фраги, наращивании отношений с независимым нейтральным Туркменистаном, укреплении между народами уз дружбы, братства и сотрудничества в эру Возрождения новой эпохи могущественного государства, а также по случаю 300-летия туркменского поэта-классика Махтумкули Фраги[5].